# テキサス・チェーンソー ビギニング
『テキサス・チェーンソー ビギニング』（原題: The Texas Chainsaw Massacre: The Beginning）は、2006年のアメリカ映画。『テキサス・チェーンソー』のヒットを受けて製作された映画だが、「ビギニング（始まり）」と題されている通り、時系列的には『テキサス・チェーンソー』の前日譚にあたる。
アメリカでは、2006年10月6日のハロウィンシーズンに公開され、週末興行成績は初登場2位を記録した。日本では2006年11月11日に公開され、全国週末興行成績は初登場11位を記録となった。
本作は『テキサス・チェーンソー』の世界観の映画であるが、内容的に1974年の『悪魔のいけにえ』により近い作品となっている。

## ストーリー
1939年8月、一人の赤ん坊が食肉処理工場の血まみれの床で生まれた。その子は生まれながらの奇形児で、生肉の包装紙に包まれ、すぐにゴミ箱に捨てられた。たまたまゴミを漁っていた女に拾われた赤ん坊はトーマスと名付けられ、女の家族ヒューイット家で育てられる。
トーマスは6歳のとき、自傷性の変性顔面異常症と診断されるが、その頃から動物を殺して解体するなど異常性が際立っていた。
やがて9歳から食肉処理工場で働き始めた彼は、30歳のとき食肉処理工場が閉鎖されたショックから工場主任をハンマーで殴り殺してしまう。住む土地に異常な執着を持つヒューイット家は、逮捕に来た地元の保安官を殺害し、その人肉を食卓に並べた。かくしてヒューイット一家の殺戮が始まった。
ある男女4人が交通事故に合い、内3名が保安官の格好をしたホイト･ヒューイットのパトカーに拘束されヒューイット家に連れて行かれてしまう。そこには冷酷な殺人鬼と変貌しつつあるレザーフェイス（トーマス）が待ち構えていた。

## 登場人物

### クリッシーと仲間達
クリッシー
本作の主人公でエリックの恋人。ベトナム戦争へ行くエリックとディーンとその恋人ベイリーの4人でドライブをしていた。ドライブの途中にバイカーのアレックスに追われるが、突如道路に現れた牛と衝突し、クリッシーのみ車外に放り出された。エリック達がホイトに連行された後、事故車に隠れていた為、モンティに車と一緒にヒューイット邸まで運ばれる。捕らわれた仲間達を救う為に一旦はヒューイット邸を離れ、バイカーのホールデンに協力を求め、再度ヒューイット邸に向かう。しかしホイトに捕まってしまい、家族の異常な光景を目撃しながら彼らを侮辱した。仲間たちが次々と殺され、自力で脱出したクリッシーはレザーフェイスに追われながら精肉所の中にある主任の車の鍵を手に入れ、その途中でパトカーを見つける。
エリック
クリッシーの恋人でディーンの兄である軍人。弟のディーンと２人でベトナム戦争へ行く途中にクリッシーに指輪をプレゼントするが、それはエリックが14個食べたお菓子のおまけだった。ドライブの途中にカードを燃やそうとしたディーンと言い争いになっていた時にアレックスに追われ、反撃しようと銃を彼女に向けるも、目の前に現れた牛と衝突し車を横転させる。怪我をしながらも生き延びていたが、現れたホイトに車に乗せられ、ヒューイット邸に拘束される。一度は脱出を試みるが、トラバサミの罠にかかったディーンの悲鳴で油断した隙にホイトに殴られ気絶し失敗に終わる。その後レザーフェイスに悪魔の手術台に運ばれ、身体を切り刻まれる。クリッシーが地下室に行き助けようとするが、身体は固定され助ける事ができず、最期はレザーフェイスにチェーンソーで胴体を切られ死亡。顔を切り刻まれ、レザーフェイスのマスクにされた。ベトナム戦争の経験があるからなのか、ホイトに捕まった後、自力で拘束を解き、ベイリーと二人でティー・レディを机で塞いだり、ホイトにショットガンを向けられた際、恐れる事なく挑発した。
ディーン
エリックの弟で18歳の青年。ベイリーの恋人。ベトナム戦争へ行こうとするエリックの事をあまり良く思っていなかった。ベトナム戦争へ行く途中にカードを燃やそうとするが、エリックに気づかれ口論となる。車が横転した時に落ちたカードをホイトに拾われ、「ディーンは誰だ？」と問われるが、エリックが「ディーンは俺です」と言って彼を庇った。ヒューイット邸で拘束された後、自分がディーンと名乗り、ホイトに腕立て伏せ20回をやらされ、軍隊式制裁を受けながらも20回をやりこなした。二人でヒューイット邸から逃げようとした際に足をトラバサミで挟まれ、身動きが取れなくなる。気絶した状態でヒューイット家の晩餐の席に座らされ、意識を取り戻した際は目の前で既に死亡したベイリーを見て涙を流した。その後は自力で脱出し、反撃に転じる。軍隊式制裁を受けたホイトの頭を掴み床で打つけたり、レザーフェイスに追われたクリッシーを助けるなど兄同様の勇敢な一面を見せたが、最期はレザーフェイスに背後からチェーンソーで身体を貫かれ死亡した。
ベイリー
ディーンの恋人。ディーンと二人でメキシコへ逃亡したいとクリッシーに相談していた。ドライブ中アレックスに追われ、目の前に現れた牛と衝突した際に腹部に硝子の破片が刺さり、その後現れたホイトに抜かれる。ヒューイット邸に連れ出された後はテーブルの脚に縛られていたものの、ディーンに救われ二人でティー・レディを身動きを取れぬ様にした。その後車で逃走を試みるが、レザーフェイスに鉤爪で刺され再び連れ出される。その後ベッドに縛られ、ヒューイット邸に侵入したクリッシーに発見されるも、ホイトに気づかれクリッシー共々捕まってしまう。最期は舌がない状態でヒューイット家の晩餐に参加させられ、悲鳴を上げる事もできず、レザーフェイスにハサミで首を切られ死亡した。

### ヒューイット一家
レザーフェイス
本名はトーマス・ブラウン・ヒューイット。ヒューイット家の長男。1939年8月スローンと主任との間にできた子でリー精肉工場に産まれたが、先天的な奇形児で生まれた為に不気味がられ、主任によって包装紙に包まれ、ゴミ箱へ捨てられた。ところがそこでゴミ漁りをしていたルダ・メイに拾われ、ヒューイット一家の長男として生きていく事になった。1969年トーマスが30歳の時に、主任が精肉所を閉鎖すると言い出した。しかし、トーマスは帰ろうとせず、一人で作業をし続けた。説得に来たラッキーから帰れと怒鳴られ道具を置いたものの、ラッキーと主任を驚かせながら精肉所から出た。だがそれでもまだ残っており、主任にヒューイット一家の嫌みを言われハンマーで殴り殺した後に主任の部屋の中にあるチェーンソーを持っていった。ヒューイット邸から拉致してきたベイリーが逃げようとした際に連れ戻したり、地下室でアレックスの首を切断したり、祖父のモンティの両足をチェーンソーで切断したりした。エリックを地下室へ運び悪魔の手術台に乗せて殺し、顔を剥ぎ取った。これがレザーフェイス誕生の秘話となる。家族の異常な光景を見たクリッシーに挑発され、彼女を地下室へ運ぼうとするが、クリッシーに刃物で刺されてしまう。リー精肉所へ逃げたクリッシーを探し、彼女とディーンに刃物で反撃されるもディーンをチェーンソーで貫き殺害する。そしてクリッシーが運転する主任の車に乗り、後部座席から彼女の胴体をチェーンソーで貫いて殺害する。この際の事故の巻き添えで、近くを通りかかっていたドライバーと保安官が死亡する。最後は自身のチェーンソーと共に現場を後にする。
ホイト・ヒューイット
本名はチャーリー・ヒューイット。トーマスの叔父。前作「テキサス・チェーンソー」に登場したテキサスの保安官。30年前、産まれたばかりのトーマスに対し「なんて醜いガキだ」と言っていたが、トーマスの父親代わりとなり育てていた。トーマスに精肉所へ紹介した張本人。冷酷な性格で、テキサスへ訪れたエリック達に暴力を振るったり、ディーンに軍隊式制裁したり、叔父であるモンティの両足をレザーフェイスにチェーンソーで切断させた。トーマスが主任を殺した後、ウィンストンがヒューイット邸に訪れレザーフェイスを逮捕しようとした所で車の中に置いてあったショットガンでウィンストンを射殺。彼の制服を盗み、名前をホイト・ヒューイットに変え、保安官に成り済ました。事故を起こした現場でアレックスを射殺し、更にエリック達をヒューイット邸に連れ出した。かつて朝鮮戦争へ行った経験があり、その際に捕虜された気の毒な軍人仲間を週に一人殺し、飢えをしのいだ。食事の時はお祈りをしておりそれを見たクリッシーに挑発され、激怒した一面を見せた。レザーフェイスがクリッシーを追いかけた後「少年が男になる日が来た」という意味不明な言葉を語った。その後、意識が回復したディーンに自分がディーンにやらせた軍隊式制裁で頭を床に叩きつけられ、口から血を吐き前歯を折られるという末路を迎えた。
ルダ・メイ
本名ルダ・メイ・ヒューイット。トーマスの育ての母。1939年8月精肉所でゴミを漁っていた時に産まれたばかりのトーマスを拾った。普段は小さな店を経営している。ホイト同様、冷酷な性格で遺体を料理したり、朦朧としていたベイリーをレザーフェイスに「楽にしろ」という一面を見せた。彼女の話によれば、子供が産めない身体で子供欲しさに拾った（あるいは誘拐した）という経歴がある。モンティの脚が撃たれた際、脚をチェーンソーで切断しようとしたレザーフェイスを止めたが、止める事ができず絶叫していた。
モンティ
本名はモンティ・ヒューイット。トーマスの祖父。眼鏡をかけている。横転した事故車を回収していた際にエリックの銃を拾う。エリックとディーンがヒューイット邸に捕らわれた姿を見た時は助けもせず立ち去った。家に侵入したホールデンに脚を撃たれ、ホイトに助けを求めるが、脚のバランスを整える為にレザーフェイスに両足をチェーンソーで切断される。これがモンティの脚が切断された原因である。晩餐時に朦朧としながらも食事をしていた。
ティー・レディ
本名は不明。ルダ・メイの娘でトーマスの姉でありヘンリエッタの妹。肥満体な身体が特徴。ルダ・メイとお茶を飲んで楽しんでいた時にエリックに煉瓦を投げつけられ、立とうとしたところ身動きが取れずエリックとベイリーに机を押され身動きを取れなくなった。

### その他
アレックス
バイカーのメンバーでホールデンの恋人。クリッシー達がドライブの途中に襲撃し、彼女達に挑発した。ルダ・メイの店の中にも登場し、クリッシーとベイリーを睨み付けた。エリック達の車を見つけダブルショットガンを彼らに向けた。エリック達が事故を起こし、ホイトが現れた際にエリック達に「余計な事を言うと死人が出る」と忠告し、ホイトに対応するが、突然ショットガンで射殺される。遺体はホイトのパトカーに乗せられ、レザーフェイスに首を切断される。
ウィンストン・ホイト
テキサスの保安官で彼が本物のホイト保安官。テキサスの街の住人達が引っ越し、彼もまた引っ越す予定だったものの、レザーフェイスの主任殺害が発覚し、逮捕の際に叔父であるチャーリーに同行してほしいと要請する。パトカーの中でチャーリーに卑猥な話をしていたものの、ヒューイット一家の事はあまり良く思っておらず、子供の頃のトーマスの異常な光景を目撃していた様で彼らに厳重注意をしていたらしい。その為か、トーマスの事を化け物と呼んでいた。チェーンソーを持ったレザーフェイスを発見し、銃で威嚇するが、車の中に置いてあったショットガンでチャーリーに射殺される。この事が発端でチャーリーはホイト保安官になりすます結果となる。遺体はヒューイット家の食卓に食事として出された。
ホールデン
バイカーのリーダーでアレックスの恋人。ルダ・メイの店の中でアレックスと二人でクリッシーとベイリーを睨み付けた。クリッシーが仲間達を助ける際、一時は素通りをしようとしたももの、アレックスが連れ出されたと聞いて、クリッシーとヒューイット邸へ向かう。しかし、ホールデンはクリッシーの仲間達を助けるつもりはなく、アレックスだけを助けようとしていた。ヒューイット邸へ忍び込んだ後、モンティの脚を銃で放ち、現れたホイトに銃を突きつけ彼女はどこだと問い詰めた。ホイトを射殺しようとするが、現れたレザーフェイスにチェーンソーで殴られ、ホイトに身動きを取れぬ様に押さえられる。そしてホイトに「子供の頃、毎日学校でいじめた男」（実際にホールデンがレザーフェイスをいじめたかどうかは不明）と言われ、レザーフェイスにチェーンソーで八つ裂きにされ死亡。
ラッキー
リー精肉所の社員でトーマスの唯一の友人。精肉所の閉鎖に際して一人作業していたトーマスを説得するが、帰ろうとせず彼に激怒した。
主任
リー精肉所の主任。本名は不明。スローンを妊娠させ、トーマスを産ませた張本人。1939年8月スローンがトーマスを産んだ後に死亡。トーマスが9歳の時に精肉所で働いていた時は実子だと気付かぬまま彼を罵っていた。1969年にリー精肉所を閉鎖。家に帰ろうとしなかったトーマスを説得しろとラッキーに頼んだが、再び現れたトーマスにハンマーで殴られ、両足を折られた。警察に通報しようとしたが、上手く言えず、彼の悲鳴で警察官に奥さんと間違えられていた。最後はトーマスに「友達だろうヒューイット!?」と言った後に殺害される。ウィンストン同様ヒューイット一家の事はあまり良く思っていなかったらしく、ヒューイット一家の悪口、精肉所の閉鎖が原因でトーマスに殺害される事となる。トーマスが初めて殺害した人物である。
スローン
トーマスの実の母親でアルコール中毒者。1939年8月、リー精肉所での作業中に倒れ破水し、トーマスを出産時に、彼女は息を引き取ってしまう。

## キャスト
| 役名             | 俳優                                      | 日本語吹替 |
| ---------------- | ----------------------------------------- | ---------- |
| クリッシー       | ジョーダナ・ブリュースター                | 坂本真綾   |
| エリック         | マシュー・ボーマー                        | 藤田大助   |
| ディーン         | テイラー・ハンドリー                      | 竹若拓磨   |
| ベイリー         | ディオラ・ベアード                        | 小島幸子   |
| レザーフェイス   | アンドリュー・ブリニアースキー            | 声なし     |
| ホイト保安官     | R・リー・アーメイ                         | 大塚周夫   |
| ルダ・メイ       | マリエッタ・マリク                        | 京田尚子   |
| モンティ叔父さん | テレンス・エヴァンス                      | 益富信孝   |
| アレックス       | サイア・バッテン                          | 高山みなみ |
| ナレーター       | ジョン・ラロケット （オリジナル版と同じ） | 宗矢樹頼   |

## スタッフ
- 監督: ジョナサン・リーベスマン
- 製作: マイケル・ベイ、アンドリュー・フォーム、ブラッド・フラー
- 脚本: シェルドン・ターナー

## DVD
2007年3月23日発売。